# Трясогузки
Трясогу́зки (лат. Motacilla) — род певчих птиц семейства трясогузковых.

## Описание
Отличий от других представителей семейства трясогузковых сравнительно немного. У длинного узкого, прямо обрезанного хвоста два средних пера немного длиннее боковых; 1-е маховое перо короче 2-го и 3-го; слабоизогнутый коготь заднего пальца короче самого пальца.

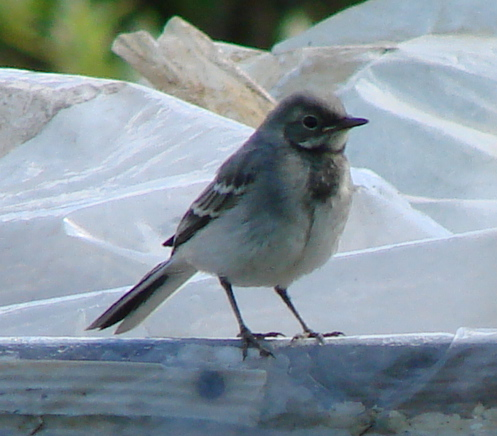

## Образ жизни
Трясогузки — перелётные птицы.
Большинство трясогузок держатся возле воды отдельными семьями или небольшими стайками; гнездятся трясогузки на земле или в дуплах.
В отличие от большинства мелких птиц по земле передвигаются не прыжками, а бегом.

### Питание
Подобно другим представителям семейства Трясогузковые, трясогузки питаются исключительно насекомыми, в том числе и стрекозами, которых ловят на лету. Охотясь за насекомыми, трясогузки быстро бегают по земле назад и вперёд и во время остановок покачивают вверх и вниз своим удлинённым хвостом (трясут гузкой). Последняя особенность объясняет название трясогузок.

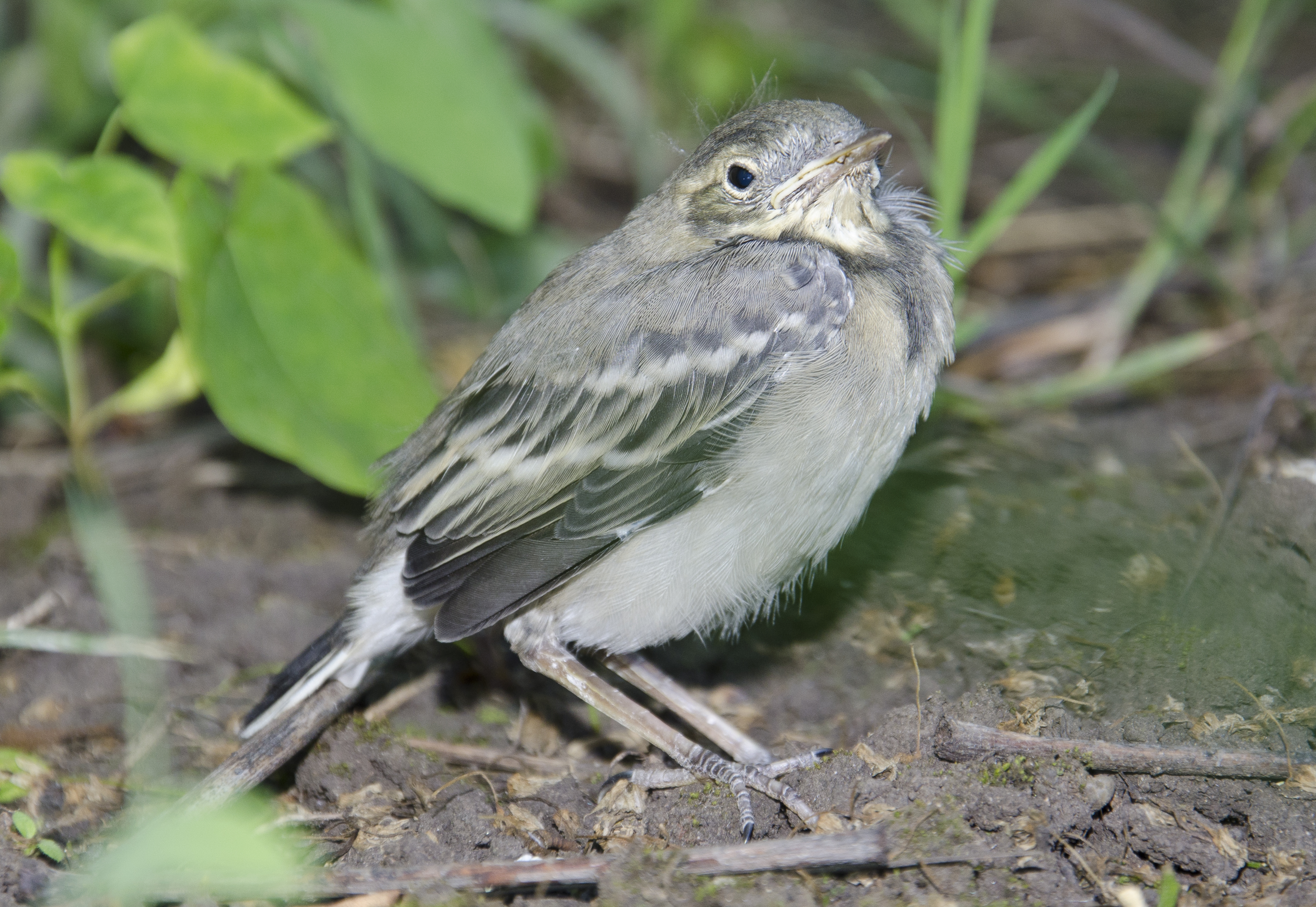
Птенец белой трясогузки

### Размножение
Кладка 1 или 2 раза в лето, по большей части состоит из 5—6 пёстрых яиц. В окраске преобладают серый и жёлтый, а также чёрный и белый цвета.

## Распространение
В Европе встречается большинство видов. Жёлтых трясогузок иногда выделяют в особый род (Budytes). Наиболее обыкновенный вид в Средней и Северной России, охотно держащийся вблизи жилья человека, — белая трясогузка (Motacilla alba) — сверху серого цвета, снизу белая; голова сверху (кроме белого лба), горло и средние перья хвоста — чёрные. Гнездится 2 раза в лето в щелях стен, на стропилах под мостами, в углублениях почвы, в дуплах, под корнями деревьев и кустов и тому подобном. Рыхло свитое гнездо выстилается клочками шерсти и волосами. Осенью для перелёта[куда?] собирается в значительные стаи.

## Виды
В состав рода включают 13 видов:
- Motacilla flava Linnaeus, 1758 — Жёлтая трясогузка
- Motacilla tschutschensis Gmelin, JF, 1789 — Берингийская жёлтая трясогузка
- Motacilla citreola Pallas, 1776 — Желтоголовая трясогузка
- Motacilla capensis Linnaeus, 1766 — Капская трясогузка
- Motacilla flaviventris Hartlaub, 1860 — Мадагаскарская трясогузка
- Motacilla bocagii (Sharpe, 1892)
- Motacilla cinerea Tunstall, 1771 — Горная трясогузка
- Motacilla clara Sharpe, 1908 — Длиннохвостая трясогузка
- Motacilla alba Linnaeus, 1758 — Белая трясогузка
- Motacilla aguimp Temminck, 1820 — Пегая трясогузка
- Motacilla samveasnae Duckworth, Alström, Davidson, PJ, Evans, Poole, Setha & Timmins, 2001
- Motacilla grandis Sharpe, 1885 — Японская трясогузка
- Motacilla madaraspatensis J. F. Gmelin, 1789 — Белобровая трясогузка